# Trois morceaux en forme de poire
I Trois morceaux en forme de poire sono una serie di brani per pianoforte a quattro mani scritti da Erik Satie nel 1903. Per non smentire il suo carattere eccentrico il compositore scrisse in realtà una suite di sette brani, definendoli ironicamente Trois.

## Storia
Nel 1903 Satie attraversava un periodo non facile; da alcuni anni si era trasferito ad Arcueil, un sobborgo parigino malsano, dove rimase per il resto della vita. Per vivere scriveva canzoni e, di sera, lavorava nei cabaret di Montmartre come accompagnatore al pianoforte di chansonnier. Aveva abbandonato alcuni progetti "seri" come Le poisson rêveur, poema sinfonico per pianoforte, iniziato e mai finito. In questo tentativo di composizione Satie aveva cercato di ricreare le sequenze armoniche tipiche di Debussy, l'amico che aveva orchestrato due delle sue Gymnopédies e da cui era rimasto fortemente impressionato all'ascolto del Pelléas et Mélisande. Satie però si rese ben presto conto che seguendo questa strada non sarebbe arrivato a nulla. Tra il mese di agosto e novembre scrisse così una serie di sette brani intitolandoli Trois morceaux en forme de poire, indicando già con il titolo un radicale allontanamento dalle raffinatezze impressionistiche di Debussy. A 37 anni però Satie riteneva che la propria preparazione tecnica fosse inadeguata e, sorprendendo tutti, si iscrisse alla Schola Cantorum de Paris nella classe di Vincent d'Indy per studiare composizione e contrappunto. Da allora, per sette anni, si dedicò seriamente allo studio e scrisse solo lavori di minor levatura. 

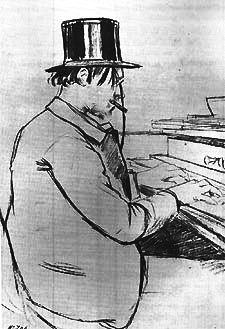
Satie al pianoforte, ritratto a carboncino di Santiago Rusiñol (1891)

Satie dedicò la sua composizione alla pianista e mecenate Misia Sert, sostenitrice di numerosi artisti, tra cui lo stesso musicista. La suite fu pubblicata diversi anni dopo, nel 1911, dagli editori parigini Rouart e Lerolle che "riscoprirono" numerose opere del compositore sulla scia dell'interesse dimostrato da Maurice Ravel.
Nel mese di giugno del 1914 Misia Sert organizzò un'esecuzione, con Satie al pianoforte, dei Trois morceaux nel proprio salotto con lo scopo di farli ascoltare a Djagilev, nella speranza che l'impresario ingaggiasse il musicista per i suoi Balletti russi; dopo gli avvenimenti seguiti all'attentato di Sarajevo il progetto non poté essere realizzato.
Sul titolo della composizione sono state fatte alcune ipotesi; la più nota afferma che quando Debussy fece notare all'amico che nel lavoro Le poisson rêveur avrebbe dovuto curare maggiormente la forma, Satie gli rispose proprio in maniera beffarda con i suoi pezzi in forma di pera. Secondo la musicologa Ornella Volta invece, poiché poire in francese significa anche babbeo o sciocco, Satie avrebbe, con il suo titolo, difeso Debussy quando un membro della Société Nationale de Musique lo aveva accusato di mancare di forma.
I brani ebbero una notevole importanza sulla collaborazione di Satie con Jean Cocteau; quando lo scrittore ascoltò la suite nell'aprile del 1916 alla Salle Huyghens, capì subito che il musicista sarebbe stato l'artista con cui collaborare. Il risultato fu la realizzazione di Parade circa un anno dopo. I Trois morceaux, con il loro titolo provocatorio, divennero in seguito celebri nell'ambiente del dadaismo; durante molte manifestazioni dada, nei primi anni 20, era quasi obbligatorio eseguire la suite di Satie.

## Struttura e analisi
I Trois morceaux  segnano una vera e propria svolta nell'arte di Satie. La composizione è come un compendio del mondo artistico del musicista realizzato fino ad allora, connotato da un fascino malinconico e contemporaneamente da quello ironico legato al mondo del cabaret.
I sette brani non hanno correlazione, si presentano separati; ma, nonostante il titolo, la suite rivela in realtà una grande attenzione alla forma. La struttura della composizione denota una particolare simmetria con i primi due brani di introduzione a cui seguono i tre centrali e infine due pezzi di chiusura.
1. Manière de commencement, Allez modérément. Un peu plus vif
2. Prolongation du même, Au pas. Plus large
3. Morceau 1, Lentamente
4. Morceau 2, En levé. A tempo. De moitié. Premier temps
5. Morceau 3, Brutale. Modéré. A tempo
6. En plus, Calme
7. Redite, Dans le lent

Il Morceau 1 è l'unico a esser stato composto interamente ex novo; gli altri sono frutto di rielaborazioni di frammenti di materiale antecedente, probabilmente composti nei dieci anni precedenti, alcuni dei quali scritti per l'amico Vincent Hyspa.
Dei due brani introduttivi, la Manière de commencement era già presente ne Le fils des étoiles, musica di scena che Satie scrisse nel 1891, che ha molte similitudini con una gnossienne e che integra con tre battute nel finale. Il secondo, Prolongation du même, è una marcia e fa riferimento a un motivo già creato dal musicista come canzone da cabaret nel 1890; è stato in questa occasione completamente rielaborato.
Il terzo brano, il Morceau 1, è stato scritto interamente per questa suite; il pezzo riflette la notevole maturazione stilistica di Satie e unisce a una certa malinconia espressiva il contrastante uso di accordi martellati. Il Morceau 2 presenta due elementi presenti già in composizioni del periodo legato al cabaret, uno Scherzo, che è in realtà una vivace marcia e che risale al 1901; l'altro è il Trio che ripropone una melodia del 1899 intitolata Le veuf. Il Morceau 3 è quasi interamente originale anche se inizialmente faceva parte dei Pièces froides: ha un inizio stridente segnato dall'autore in partitura con l'indicazione Brutale.
Dei due pezzi conclusivi En plus è in pratica una gymnopédie scritta precedentemente per una probabile 
composizione de La princesse Maleine tratto da un lavoro di Maurice Maeterlinck. Redite infine propone l'unione di due diversi motivi per pianoforte scritti per Le boeuf Angora, lavoro mai portato a termine, a cui Satie cambia tonalità e modifica con integrazioni.